# Scaphimyia takanoi
Scaphimyia takanoi är en tvåvingeart som beskrevs av Louis-Paul Mesnil 1967. Scaphimyia takanoi ingår i släktet Scaphimyia och familjen parasitflugor. Inga underarter finns listade i Catalogue of Life.